# Cyriaque Gillain

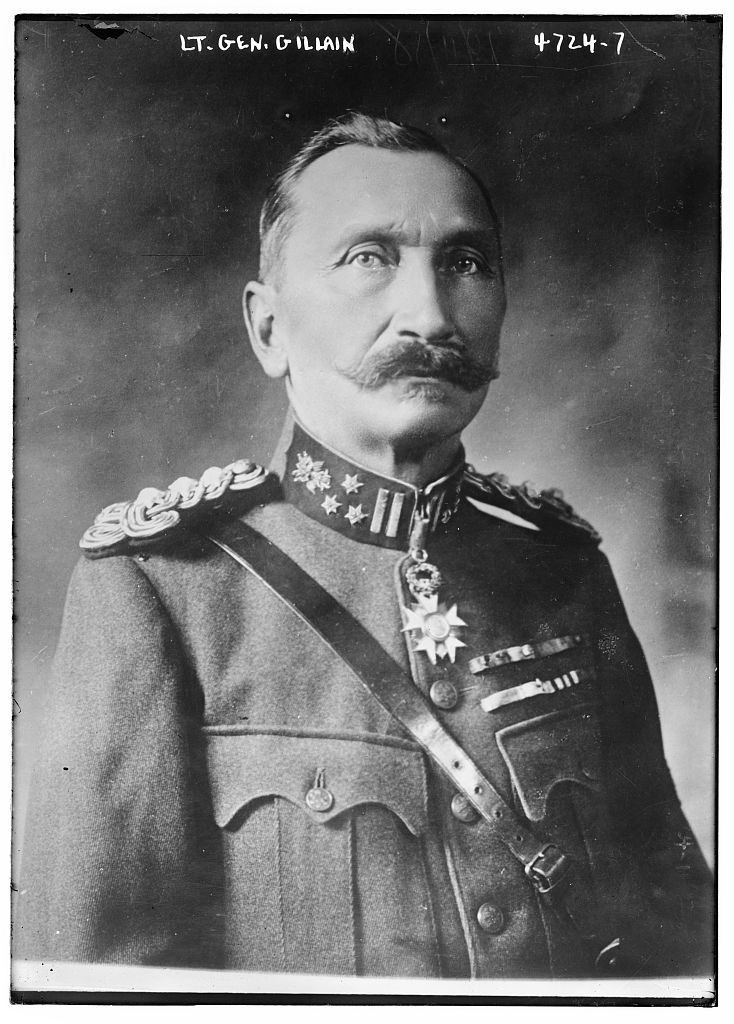
Cyriaque Gillain

Cyriaque Cyprien Victor Gillain (Biesme, 11 augustus 1857 - Ukkel, 17 augustus 1931) was een Belgische militair en stafchef van het Belgische leger in de Eerste Wereldoorlog en een Belgisch senator.

## Levensloop

### Jeugd en opleiding
Gillain kende een moeilijke jeugd. Omdat hij niet overeenkwam met zijn familie bood hij zich in 1875 aan als vrijwilliger in het 4e artillerieregiment.
In 1878 werd Gillain toegelaten aan de Koninklijke Militaire School. Hij bleef er tot in 1883 en verliet de school als onderluitenant van de artillerie. Op zijn vraag werd Gillain enkele maanden later overgeplaatst naar de cavalerie waar hij zijn gehele verdere loopbaan zou blijven. In 1886 werd Gillain toegelaten tot de Belgische Oorlogsschool. Twee jaar later verliet hij de school als luitenant.

### Loopbaan in Kongo-Vrijstaat
In 1885 had koning Leopold II Kongo-Vrijstaat opgericht. De jonge staat had nood aan jonge, avontuurlijke officieren. Vanaf 1889 was Gillain actief in de Belgische kolonie en nam er deel aan de campagnes tegen de slavernij. In 1890 werd er een nieuwe militaire post opgericht in Lusambo. Gillain ging er aan de slag als kampoverste en stond in voor de organisatie van de militaire post.
Op 6 oktober 1892 werd Gillain benoemd tot districtchef eerste klasse van Lusambo. Hij nam deel aan de Arabische campagne en werkte met Francis Dhanis samen om de stad Kasongo te veroveren. Het daaropvolgende jaar werd Gillain bevorderd tot districtcommissaris van Kasaï met Luluaburg als standplaats. Nadat de Arabische campagne beëindigd was, keerde Gillain terug naar Lusambo.

### Vooroorlogse loopbaan in het Belgische leger
In 1896 keerde Gillain definitief terug naar België. In 1898 werd hij bevorderd tot kapitein-commandant. Gillain werd in 1900 adjudant van generaal-majoor Hallet en in 1904 van generaal-majoor Mersch. In 1906 werd hij bevorderd tot majoor en in 1909 tot luitenant-kolonel. Aan de vooravond van de Eerste Wereldoorlog in 1913 werd Gillain bevorderd tot kolonel.

### Gillain tijdens de Eerste Wereldoorlog
Op het ogenblik dat de oorlog uitbrak in augustus 1914 had Gillain het commando over het 4e Regiment Lansiers. Op 12 augustus, tijdens de Slag der Zilveren Helmen in Halen werd het regiment van Gillain opgesteld aan boerderij IJzerwinning die het centrale punt van de verdediging werd. De Belgische cavalerie behaalde er een overwinning op de Duitsers. Vanaf oktober 1914 had hij het commando van de 1e Cavaleriebrigade die deelnam aan de Slag om de IJzer. Gillain werd in 1915 bevorderd tot generaal-majoor en in 1917 tot luitenant-generaal. Hij kreeg hierbij het commando over de 5e legerdivisie.
Op 11 april 1918 werd Gillain door koning Albert I benoemd tot stafchef van het Belgische leger als opvolger van Louis Rucquoy. Gillain werd door de vorst gekozen omdat hij de naam had om door zijn acties zo veel mogelijk mensenlevens te sparen. Onder de leiding van Gillain slaagde het Belgische leger erin om tijdens de Slag om Merkem op 17 april 1918 de Duitse opmars te stuiten. Voor zijn verdiensten kreeg hij uit handen van de Franse generaal Foch het Commandeurskruis in het Legioen van Eer, de belangrijkste Franse onderscheiding.
Op 28 september leidde koning Albert de geallieerde troepen naar de overwinning in de strijd om het bos van Houthulst. Gillain had op dat moment het commando over de troepen die in reserve gehouden werden.
Cyriaque Gillain ontving de Amerikaanse Army Distinguished Service Medal.

### Na de oorlog
Gillain werd op 28 februari 1920 om gezondheidsredenen ontheven van zijn functie als stafchef van het Belgische leger. Bij die gelegenheid weigerde hij de aan hem verleende titel van baron. In 1921 werd hij verkozen als gecoöpteerd senator voor de katholieke partij. In de Senaat was hij vicevoorzitter van de senaatscommissie Defensie.
Tegelijk nam hij actief deel aan de koloniale propaganda. In 1923 werd Gillain de eerste voorzitter van de in 1920 gestichte Hogere Koloniale School van Antwerpen die op dat moment werd omgevormd tot de Koloniale Hogeschool van België.

### Overlijden en eerbetoon
Gillain stierf op 74-jarige leeftijd en kreeg op 22 augustus 1931 een staatsbegrafenis. Hij ligt begraven op het kerkhof van Marchienne-au-Pont waar een straat naar hem werd vernoemd. In zijn geboortedorp Biesme werd in 1968 een monument te zijner gedachtenis opgericht.